# Guillaume Mollat
Mgr Guillaume Mollat, né le 1er février 1877 à Nantes et mort le 4 mai 1968 à Brando, est un prélat et homme de lettres français.

## Biographie
Guillaume Mollat est le fils du notaire René Mollat et d'Agathe Marie Claire Paumier, ainsi que le cousin germain de Michel Mollat du Jourdin et de Guy Mollat du Jourdin. Il suit ses études à l'externat des Enfants nantais, puis il entre au séminaire Saint-Sulpice de Paris en 1896, avant de terminer ses études de théologie au Séminaire français de Rome. Il intègre par la suite l'École pratique des hautes études et l'École de paléographie du Vatican. 
Docteur en philosophie scolastique et ès lettres, il est ordonné prêtre en 1900 et devient chapelain de Saint-Louis-des-Français à Rome, puis de la basilique de Montmartre à Paris, avant d'être nommé vicaire à Notre-Dame-de-la-Miséricorde de Passy. Il est professeur d'histoire ecclésiastique à la Faculté de théologie catholique de l'Université de Strasbourg.
Il est élu membre libre de l'Académie des inscriptions et belles-lettres en 1954.
Il est nommé prélat de la Maison de Sa Sainteté Pie XII.

## Publications

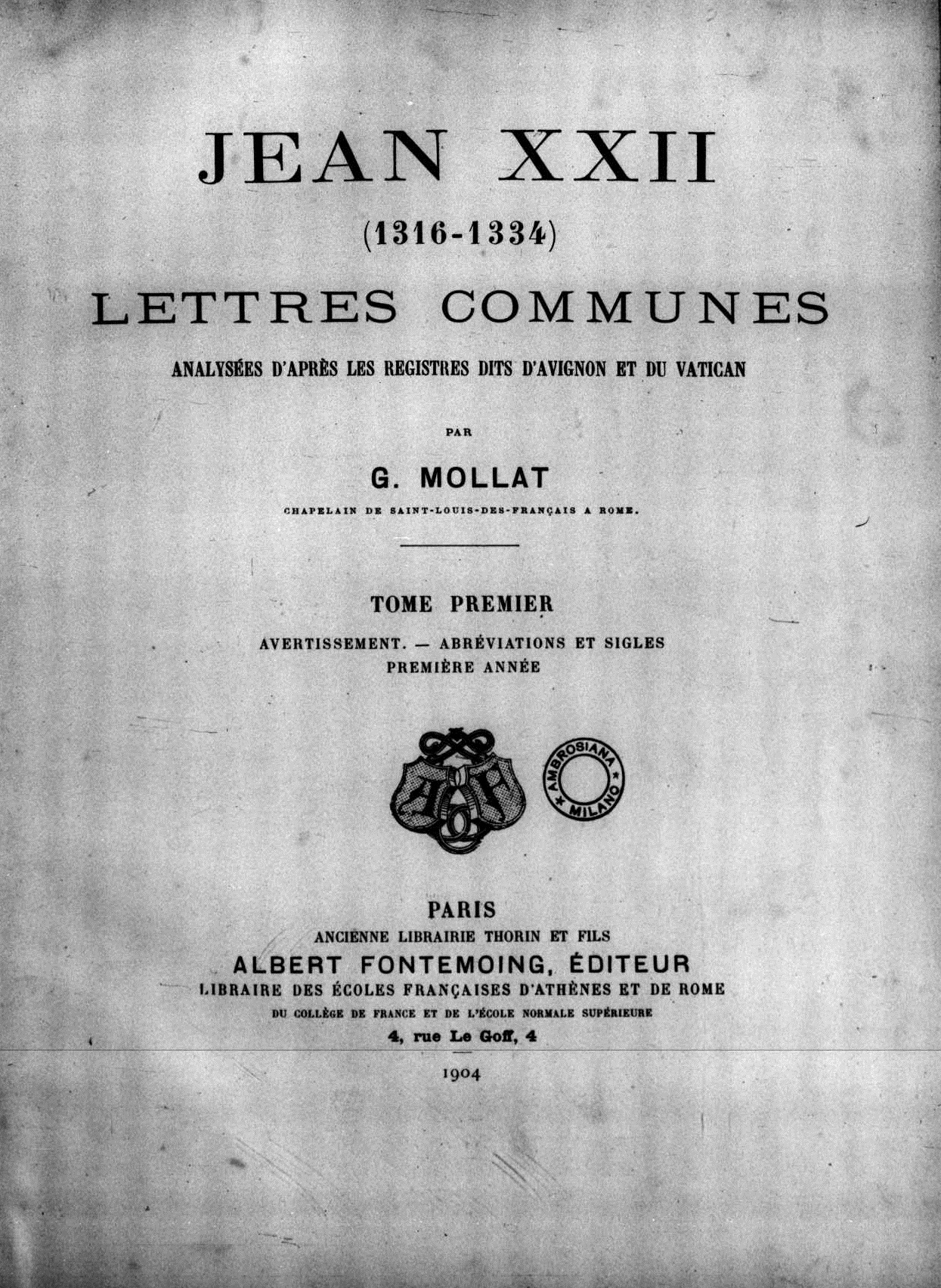
Jean XXII (1316-1334). Lettres communes, 1904.

- Mesures fiscales exercées en Bretagne par les papes d'Avignon à l'époque du Grand schisme d'Occident (1903)
- (la) Jean XXII, Lettres communes, vol. 1, Paris, A. Fontemoing, 1904 (lire en ligne).
- Introduction à l'étude du droit canonique et du droit civile, 1930.
- Lettres secrètes et curiales du pape Gregorius XI 1370-1378 relatives à la France, 1935).
- Benoit XII (1334-1342): Lettres closes et patentes intéressant les pays autres que la France, publiées ou analysées d'après les registres du Vatican, Volume 1, 1950.
- Le roi de France et la collation plénière (pleno jure) des bénéfices ecclésiastiques étude suivie d'un appendice sur les formulaires de la Chancellerie Royale, 1951.
- Les Papes d'Avignon: (1305-1378), (Paris: Lecoffre, 1912); Réimprimé1966.
- La fiscalité pontificale en France au XIVe siècle (Période d'Avignon et grand schisme d'Occident), Paris, Albert Fontemoing éditeur, 1905.
- « Études et documents sur l'histoire de Bretagne (suite) », Annales de Bretagne, tome XXVII, Rennes, 1911-1912, pp. 467-469.